# Fridolin Becker

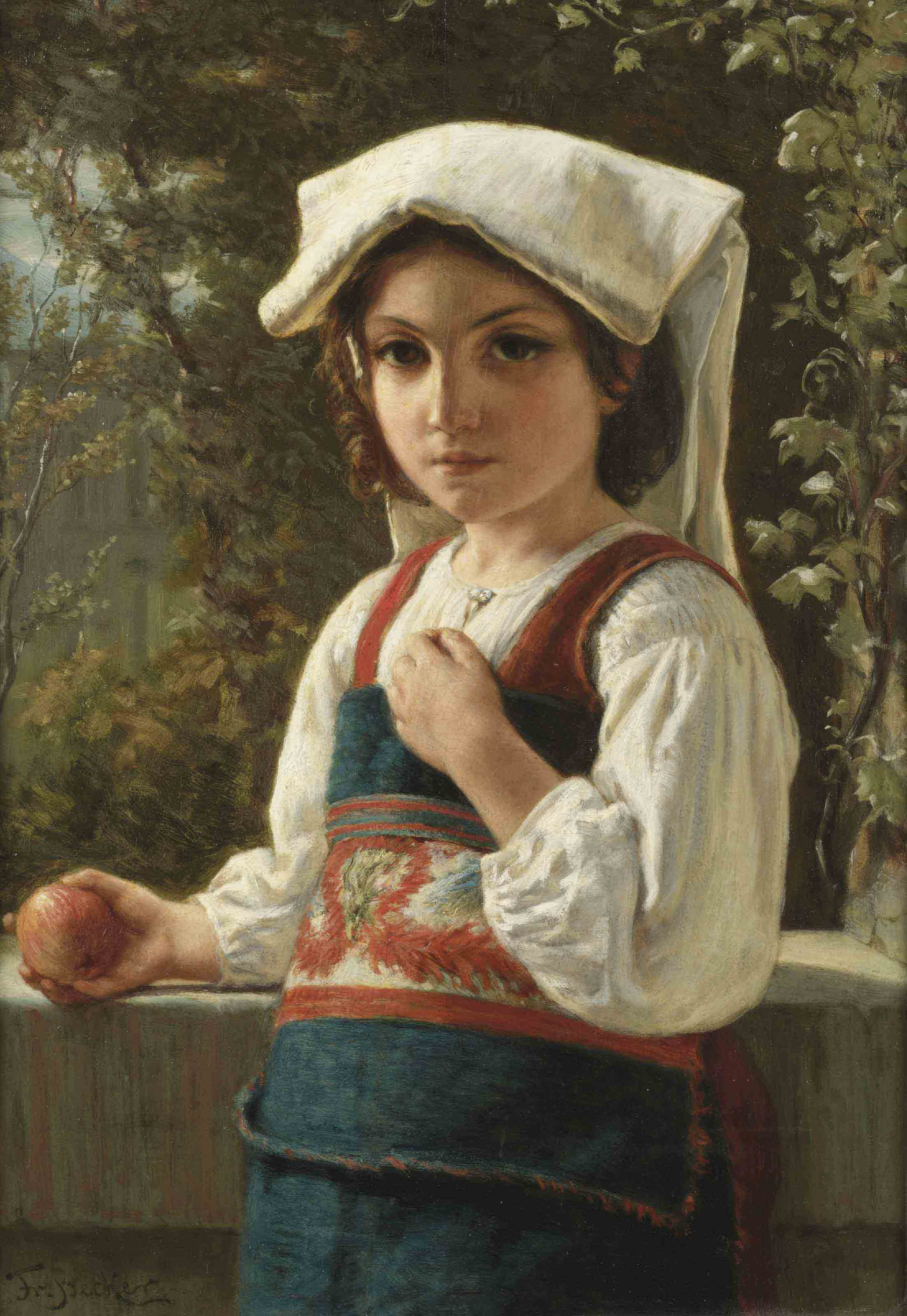
Mädchen am Mittelmeer mit einem Apfel

Fridolin Becker (* 24. März 1830 in Den Haag; † 2. März 1895 ebenda) war ein niederländischer Maler.
Becker studierte von 1847 bis 1859 an der Koninklijke Academie van Beeldende Kunsten in Den Haag, davon vier Jahre bei David Bles. Das Jahr 1852 verbrachte er auf einem Studienaufenthalt in Paris.
Er war Mitglied von „Pulchri Studio“
Von 1858 bis 1860 war er in Zuilen bei Utrecht tätig.
Er unterrichtete 33 Jahre lang an der Haager Kunstakademie.